# Dokham
| Tibetische Bezeichnung           |
| -------------------------------- |
| Tibetische Schrift: མདོ་ཁམས་      |
| Wylie-Transliteration: mdo khams |

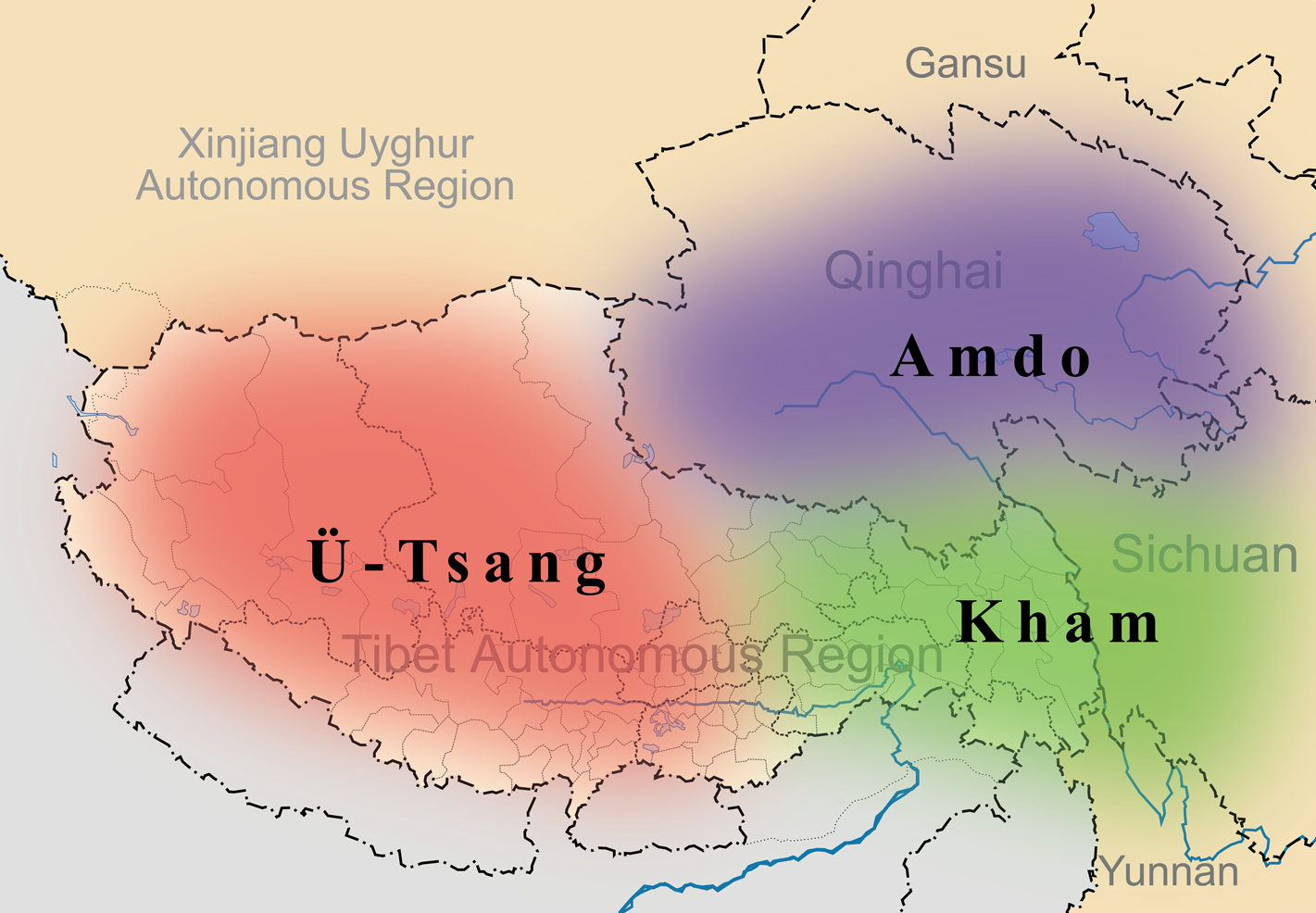
Die drei historischen Provinzen Tibets: Ü-Tsang, Amdo und Kham.

Dokham (tibetisch མདོ་ཁམས་ Wylie mdo khams) bezeichnet die beiden osttibetischen Kulturregionen Amdo und Kham. Früher wurde der Begriff auch stellvertretend für ganz Osttibet („Inner-Tibet“) genutzt, die Aufteilung in Amdo und Kham geschah erst im 19. Jahrhundert. 